# 1637
Cette page concerne l'année 1637  du calendrier grégorien.
L'année 1637 est une année commune qui commence un jeudi.

## Événements
- 17 janvier : tremblement de terre à Mexico[1].
- 23 janvier : Jean-Maurice de Nassau-Siegen (Maurice de Nassau) devient stathouder de Recife, prise par les Hollandais aux Portugais en 1630 (fin en mai 1644)[2]. Il prend des mesures internes pour rétablir la situation qui s’était dégradée. Il améliore l’ordre public, l’hygiène, assure la liberté de conscience, s’occupe de l’approvisionnement, crée une milice civile, relance l’économie sucrière. Pour pallier la pénurie d’esclaves noirs, il envoie en Afrique une flotte qui s’empare de la forteresse portugaise de São Jorge da Mina (août). Il fait bâtir Mauritsstad (Mauritia), une nouvelle Recife qui accueille les commerçants aisés et les hauts fonctionnaires. Il s’entoure d’artistes (les frères Post), de savants (Piso et Marcgraf) et de techniciens et encourage l’immigration vers le Brésil hollandais. Il amène avec lui une colonie de Juifs et de Marranes d’Ibérie qui organisent le commerce du sucre et du tabac.

- Printemps : tentative de colonisation de Tobago avec 212 colons, envoyés par le neveu du duc de Courlande, Jacob Kettler[3].
- 26 mai : le capitaine John Mason attaque un village Pequot sur la Mystic River, faisant plus de 600 victimes[4]. La  guerre contre les Pequots culmine en Nouvelle-Angleterre (Connecticut), aboutissant presque à l'extermination de la tribu. Les Anglais évitent l’affrontement direct et massacrent, capturent ou dispersent les populations civiles. Ils offrent une prime sur remise du scalp pour tout Indien tué[5].

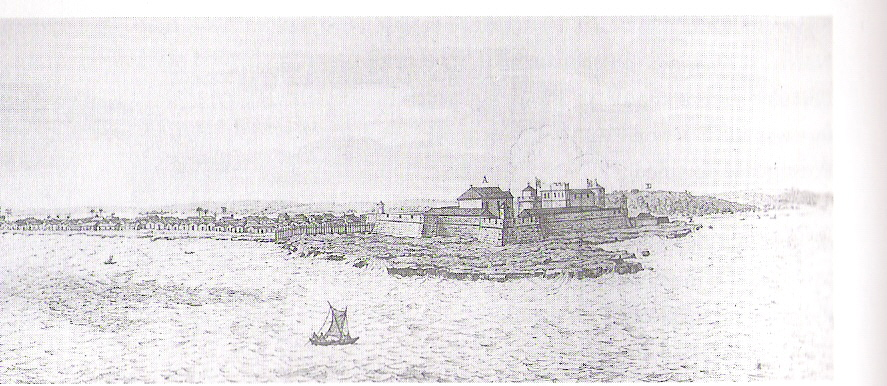
29 août : prise d'Elmina.

- Été : le premier négrier américain, le Desire, quitte Marblehead pour la côte africaine[6].
- 31 juillet : premiers missionnaires français à Assinie en Côte d'Ivoire[7].
- 29 août : les Hollandais prennent Elmina aux Portugais[8]. Ils s’emparent de tous les postes portugais sur la côte de l’Or (Ghana) entre 1637 et 1642.

- 18 octobre : départ de l'expédition du cartographe Pedro Teixeira en Amazonie, qui parvient à Payamino, dans la région de Quito, le 24 juin 1638 ; elle repart par le même chemin le 16 février 1639 et arrive au Pará le 12 décembre 1639[9].

### Asie
- 30 mars, Corée : traité de vasselage entre le roi du Choson et la dynastie Qing[10]. La Corée se révolte contre l'occupant Mandchou, qui est chassé de la péninsule, puis la reconquiert aussi vite (hiver 1636-1637). Le prince héritier du trône du Choson doit rester en otage à la cour des Qing.

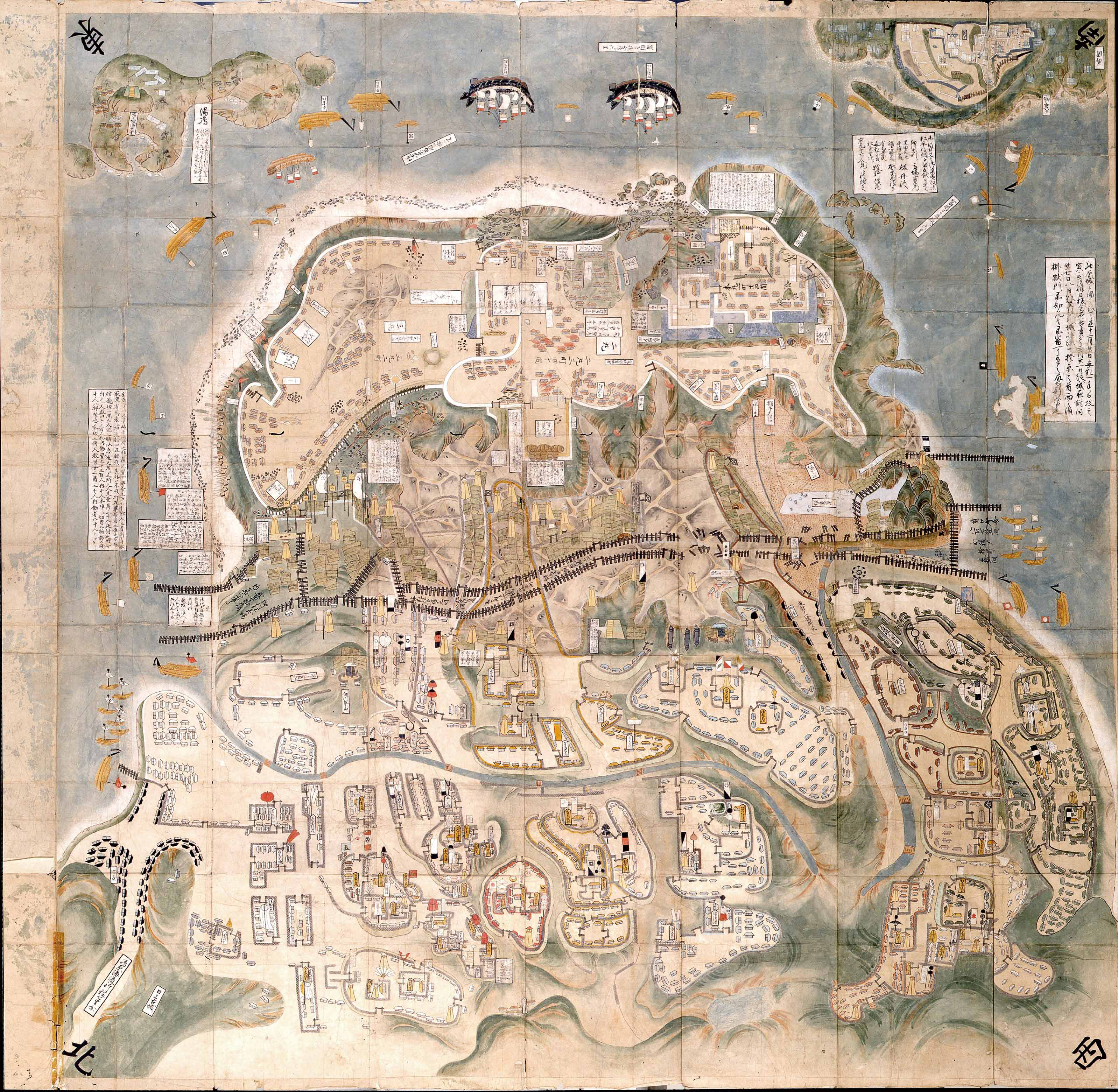
17 décembre : rébellion de Shimabara. Siège du château de Hara.

- 17 décembre : début de la rébellion de Shimabara, révolte dite « chrétienne » à Shimabara, dans l’île du Kyūshū, près de Nagasaki, au Japon (fin en 1638). Au sud du Japon, des dizaines de milliers de paysans dont une grande partie de chrétiens se révoltent contre les persécutions du daimyo. Amakusa Shirô (1612-1638), fils d’un daimyo chrétien exécuté, prend la tête d’une troupe d’agriculteurs révoltés et de nombreux rōnin, laissés pour compte de l’administration. Le shogun envoie une armée de 200 000 hommes renforcée par des canons prêtés par des Hollandais. La forteresse de Shimabara est prise et 37 000 hommes, femmes et enfants sont massacrés (14 avril 1638)[11].

- Début du règne de Surinyavongsa, roi du Lan Xang, l'actuel Laos (fin en 1694)[12].
- En 1637-1638, le Japon adopte une politique isolationniste. Il est interdit aux Japonais de partir à l'étranger et aux étrangers de pénétrer au Japon[13].

### Europe

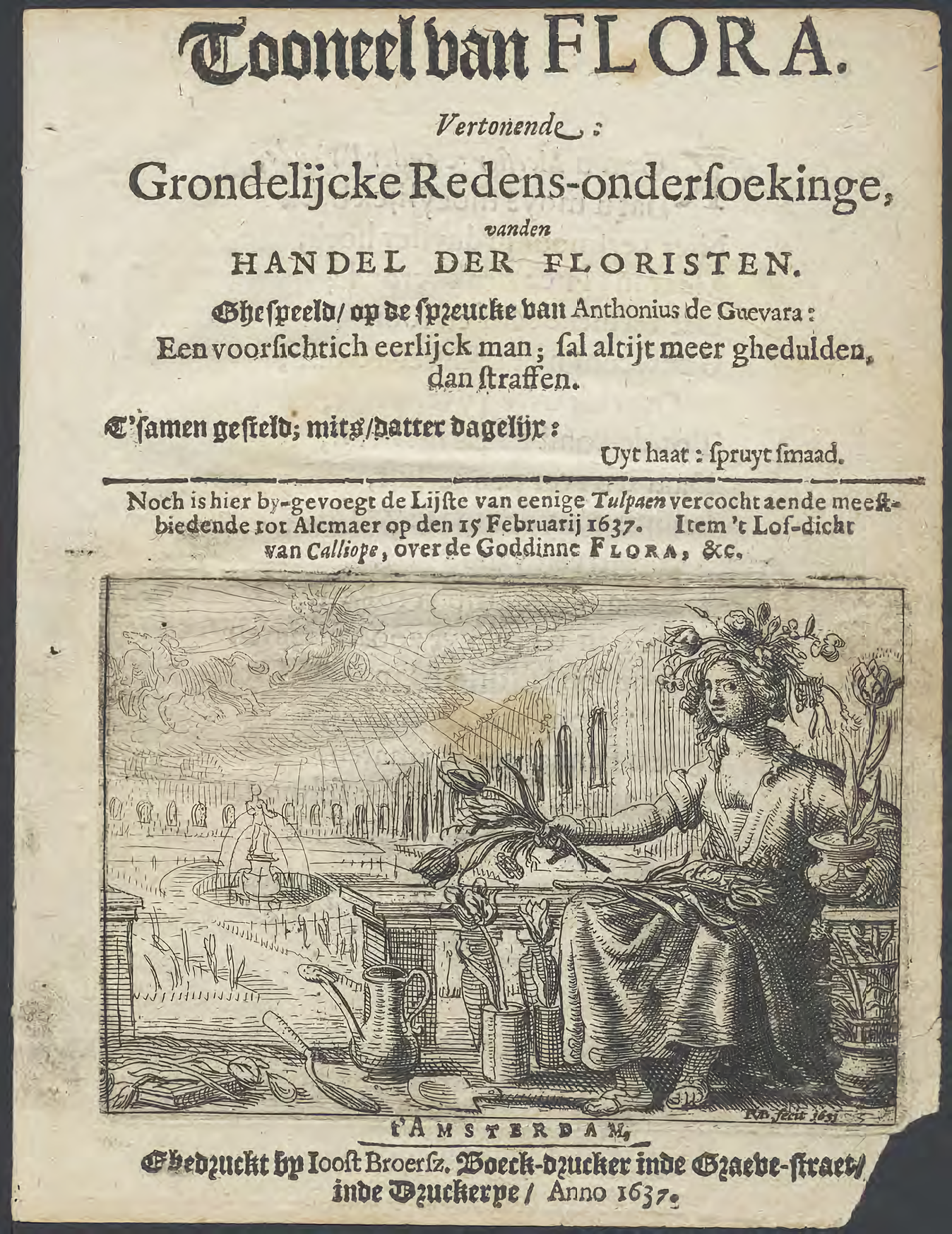
Une page d'un livre datant de 1637, sur la tulipomanie

- 5 février : vente record de bulbes de tulipes à Alkmaar en Hollande. Les jours suivants, éclatement de la bulle spéculative dite « tulipomanie »[14].
- 15 février : mort de Ferdinand II[15]. Début du règne de Ferdinand III, empereur romain germanique (fin en 1657).
- 24 février : la flotte française débarque des troupes à Oristano en Sardaigne[16].

- 18 mars : les Grisons, alliés à l'Autriche depuis le 1er novembre 1636, se soulèvent contre la France[15].
- 20 mars : mort du dernier duc de Poméranie ; son héritier, l'électeur de Brandebourg, réclame la Poméranie, que les Suédois refusent d'évacuer[15].

- 5 mai : les Grisons de Georg Jenatsch (convertis au catholicisme), aidés par les Espagnols, forcent Rohan à se retirer de la Valteline[15].
- 12-14 mai : la flotte française du cardinal de Sourdis reprend les îles de Lérins aux Espagnols[17].

- 8 juin : Parution du Discours de la méthode de René Descartes à La Haye
- 18-19 juin : les Cosaques du Don occupent Azov et massacrent toute la population musulmane (1637-1643)[18].
- 21 juin : La Valette prend Le Cateau-Cambrésis[19].
- 22 juin : victoire de Bernard de Saxe-Weimar sur le duc de Lorraine devant Ray-sur-Saône[19].
- 25 juin : le duc de Longueville prend Lons-le-Saunier[19].
- 27 juin : Jean de Werth prend la forteresse d'Ehrenbreitstein puis marche contre Bernard de Saxe-Weimar, qui venu au secours de Baner, c'est retranché à Wittenweiher, près de Schwanau. Werth lui coupe le passage[15] et Bernard repasse le Rhin en septembre pour prendre ses quartiers d'hiver à Mulhouse[19].
- 29 juin : retraite en Poméranie des troupes suédoises de Baner qui quittent Torgau, passent l'Oder et rejoignent Wrangel à Schwedt[15].

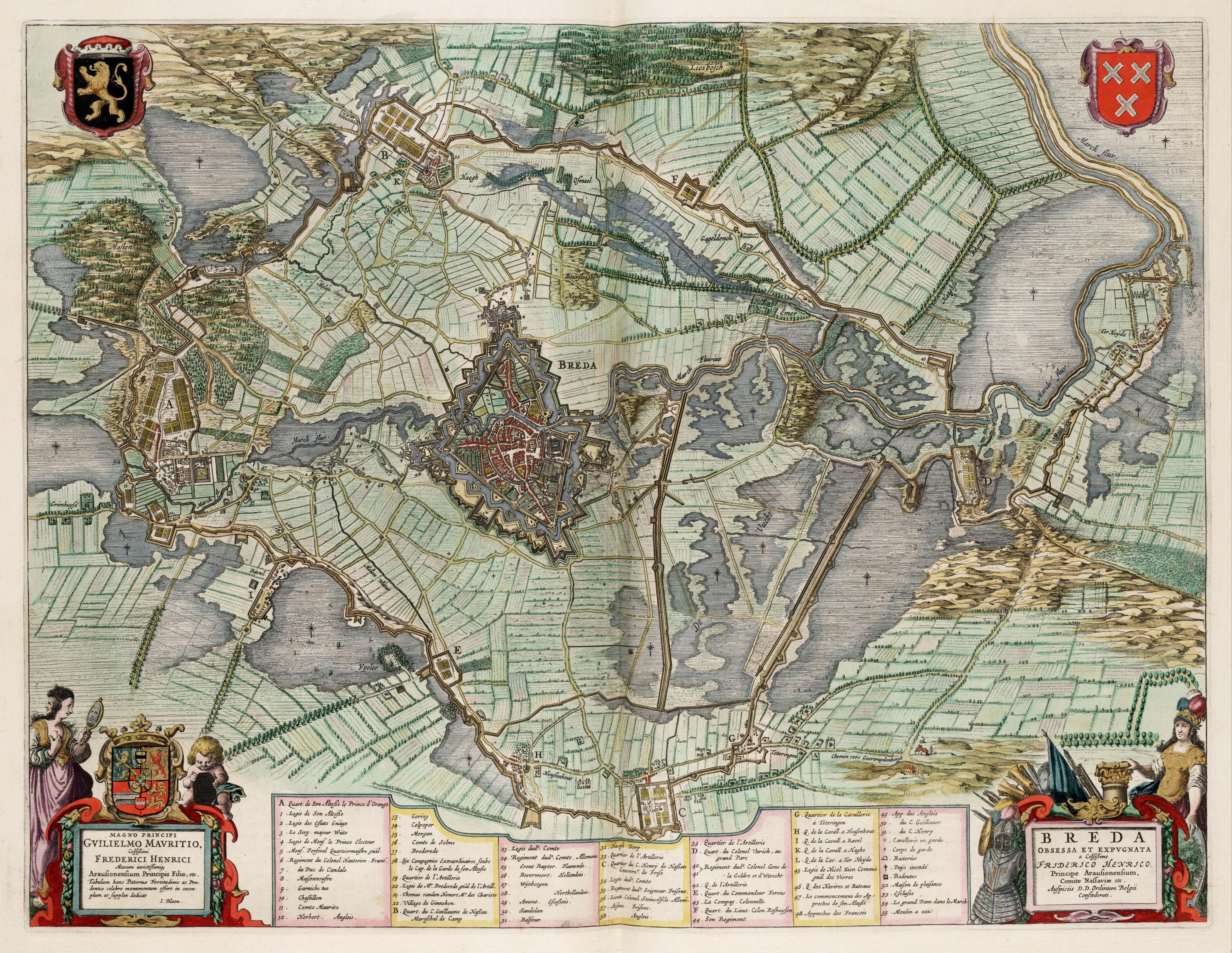
21 juillet-11 octobre : siège de Bréda.

- 22 juillet : La Valette prend Landrecies[19].

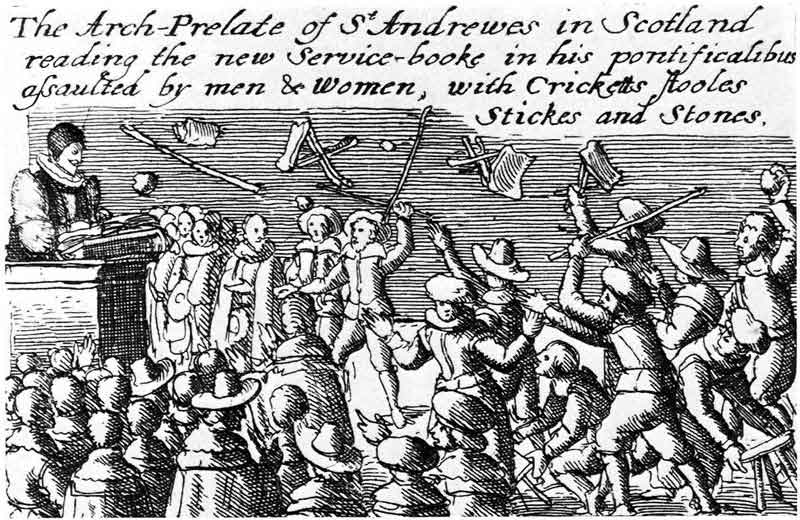
Révolte contre le Livre de la prière commune en Écosse.

- 23 juillet : imposition à l’Écosse du Livre de prière et de la hiérarchie épiscopale[20]. Émeutes à Édimbourg contre la liturgie laudienne. Charles Ier d'Angleterre lance ses troupes contre les réfractaires, qui subissent une humiliante défaite.

- 2 août : incendie de l'abbaye d’Orval, située dans l'actuelle province wallonne de Luxembourg en Belgique, par des troupes suédoises au service de la France et celles du maréchal de Châtillon[21].
- 21 août : début de l'insurrection dite de Manuelinho[22], sorte de fou du village, contre un fonctionnaire espagnol à Evora, au Portugal. Elle se répand au sud du pays. La foule fait appel au duc de Bragance, qui prétexte une maladie et se contente prudemment de présenter son fils âgé de trois ans à la fenêtre de son palais de Vila Viçosa. La révolte est finalement réprimée par des contingents espagnols envoyés en Alentejo et en Algarve.

- 8 septembre : victoire du duc de Savoie à Mombaldone[23].
- 13 septembre : Ladislas IV Vasa épouse l’archiduchesse Cécile-Renée[24].
- 15 septembre : La Valette prend La Capelle[19].
- 17 septembre : premier impression de la Bible des États généraux de la République des Provinces-Unies (Pays-Bas).

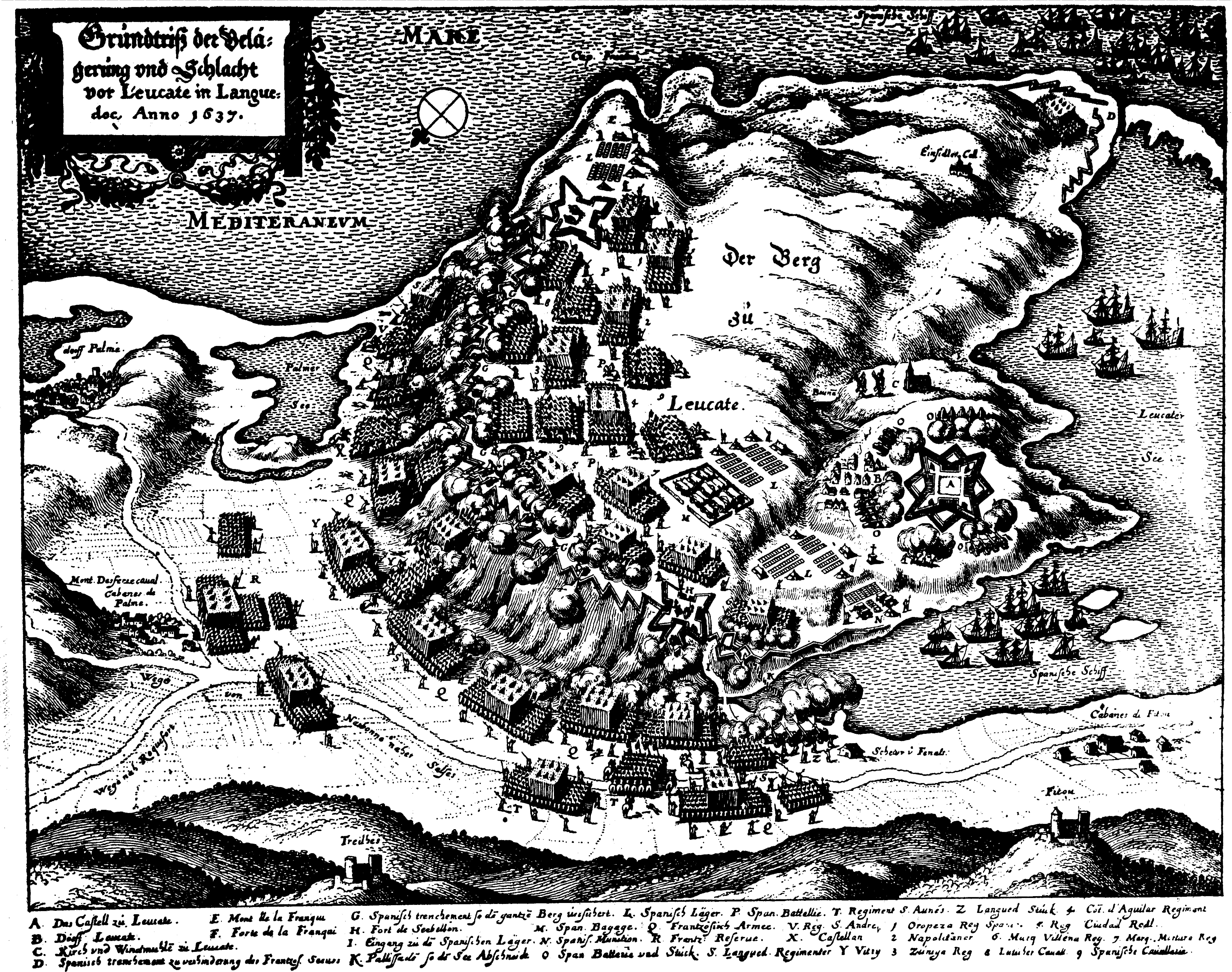
28 septembre : bataille de Leucate.

- 28 septembre : les Espagnols sont repoussés à la bataille de Leucate[19].
- Septembre : une révolte éclate à Zejtun, à Marsa et à Birkirkara, à Malte, menés par le clergé contre les impôts levés par les chevalliers de Saint-Jean de Jérusalem pour renforcer les fortifications[25].

- 7 octobre : mort à Verceil du duc de Savoie. Régence de Christine de France, sœur de Louis XIII[23].
- 10 octobre : prise de Bréda[19]. Une opération combinée hollandaise (Henri de Nassau) et française (La Valette d'Épernon ; premiers exploits de Turenne) aux Pays-Bas permet aux deux alliés d’obtenir des succès ponctuels sur les Espagnols à Landrecies et à Bréda. Henri de Nassau immobilise les troupes du Cardinal-Infant.

- Révolte des Cosaques Zaporogues d’Ukraine (1637-1638)[26].
- Peste en Andalousie et en Estrémadure[27].
- Établissement d’une université hébraïque, Ets Haïm, « L’Arbre de Vie » à Amsterdam[28].

## Naissances en 1637
- 5 mars : Jan van der Heyden, peintre baroque, dessinateur, graveur, mennonite et inventeur néerlandais († 28 mars 1712).

- 15 avril : Valentin Molitor, compositeur, organiste et bénédictin suisse († 4 octobre 1713).
- 19 avril : Mateo Cerezo, peintre et dessinateur de sujets religieux espagnol († 29 juin 1666).

- 17 mai : Hieronymus Hirnhaim, philosophe autrichien († 27 août 1679).
- 19 mai : Giovanni Moneri, peintre baroque italien († 1714).
- 24 mai : Sigismondo Caula, peintre baroque italien († juillet 1724)[29].

- 10 juin : Jacques Marquette, explorateur et missionnaire jésuite français, découvreur du Mississippi avec Louis Jolliet († 18 mai 1675).

- 29 septembre : Michelangelo Palloni, peintre baroque italien († 1712).

- 30 novembre : Louis-Sébastien Le Nain de Tillemont, prêtre catholique et historien français († 10 janvier 1698).

- 7 décembre : Bernardo Pasquini, compositeur, claveciniste et organiste italien († 21 novembre 1710).
- 14 décembre : Niccolò Berrettoni, peintre baroque italien († février 1682)[30].

- Date précise inconnue : 
  - Andrea Celesti, peintre baroque italien de l'école vénitienne († 1712).
  - Margaret Hardenbroeck, marchande néerlandaise († 1691).
  - Pieter Mulier le Jeune,  peintre de marine néerlandais († 29 juin 1701).

- Vers 1637 :
  - Abraham Begeyn, peintre néerlandais († 11 juin 1697).
  - Dietrich Buxtehude, organiste et compositeur allemand († 9 mai 1707).

## Décès en 1637
- 3 janvier : Daniel Rabel, peintre, graveur, miniaturiste, décorateur et botaniste français (° 1578).
- 23 janvier : Alice Spencer, aristocrate anglaise de la famille Spencer (° 4 mai 1559).
- 31 janvier : Abraham Bzowski, dominicain et historien polonais (° 1567).
- 3 février : Gervase Markham, poète et écrivain anglais (° vers 1568).
- 6 février : Giovanni Battista Lalli, poète et écrivain italien  (° 1er juillet 1572).
- 15 février :
  - Stefano Bernardi, prêtre, compositeur et théoricien de la musique italien (° vers 1577).
  - Ferdinand II, empereur des Romains (° 9 juillet 1578).
- 24 février : Dominicus Arumaeus, professeur frison de droit du Saint-Empire romain (° 1579).
- 27 février : Hon'ami Kōetsu, calligraphe, peintre, céramiste et décorateur japonais (° 1558).
- 6 mars : Crispin de Passe l'Ancien, dessinateur, graveur, illustrateur, imprimeur et éditeur néerlandais (° 1564).
- 10 mars : Donato Mascagni, religieux, sculpteur et peintre italien (° 1579).
- 12 mars : Cornélius a Lapide, prêtre jésuite, théologien et bibliste belge (° 18 décembre 1567).
- 19 mars : Péter Pázmány, cardinal et archevêque d’Esztergom (Hongrie), écrivain tenant de la Contre-Réforme (1570-1637) (° 4 octobre 1570).
- 24 mars : Thomas Boudin, sculpteur français (° 1570).
- 27 mars : Lucas Kilian, graveur allemand (° 1579).
- 5 avril : Honda Masazumi, samouraï de l'époque Azuchi Momoyama et du début de l'époque d'Edo qui servait le clan Tokugawa (° 1566).
- 17 avril : François III de Rye, ecclésiastique français (° 1566).
- 30 avril : Niwa Nagashige, daimyo du début de l'époque d'Edo au service du clan Oda (° 11 mai 1571).
- 5 mai : William Petre, 2e baron Petre,  pair anglais et membre du Parlement (° 24 juin 1575).
- 16 mai : Charles-Salomon du Serre, ecclésiastique français, évêque de Gap (° 1572).
- ? mai : Vespasiano Genuino, sculpteur sur bois et graveur italien (° 25 septembre 1552).
- 24 juin : Nicolas-Claude Fabri de Peiresc, érudit universaliste, conseiller au Parlement de Provence, polymathe, scientifique, homme de lettres, astronome et collectionneur français (° 1er décembre 1580).
- 21 juillet : Daniel Sennert, médecin allemand  (° 25 novembre 1572).
- 27 juillet : John Gerard, prêtre jésuite anglais (° 4 octobre 1564).
- 28 juillet : Johann Christoph von Westerstetten, prince-évêque d'Eichstätt (° 6 janvier 1563).
- ? juillet : Pompeo Ferrucci, sculpteur italien (° 1565).
- 6 août : Ben Jonson, dramaturge anglais (° 11 juin 1572).
- 16 août : Christine de Lorraine, fille aînée de Charles III, duc de Lorraine et de Bar, et de Claude de France (° 16 août 1565).
- 30 août ou  31 août: Laudivio Zacchia, cardinal italien (° 1565).
- 8 septembre : Robert Fludd, rosicrucien, médecin, physicien paracelsien, astrologue et mystique anglais (° 1574).
- 11 septembre : Johannes Bogerman, théologien protestant frison et néerlandais (° 1576).
- 21 septembre : Guillaume V de Hesse-Cassel.
- 2 octobre : Angelo Sala, médecin et chimiste italien (° 21 mars 1576).
- 4 octobre : John Holles, 1er comte de Clare, noble anglais (° mai 1564).
- 7 octobre : Victor-Amédée Ier de Savoie.
- 16 octobre : Gérard de Watteville, militaire et diplomate comtois au service du duché de Savoie et du Saint Empire Romain Germanique (° 1575).
- 23 octobre : Carlos Coloma, militaire, diplomate et écrivain espagnol (° 1573).
- 3 décembre : Gaspard de Forbin, homme politique français (° vers 1552).
- 27 décembre : Vincenzo Giustiniani, marquis italien d'origine génoise, banquier, collectionneur d'art et intellectuel  (° 13 septembre 1564).

- Date précise inconnue :
  - Giovanni Battista Castello (il Genovese), peintre miniaturiste italien (° 1547).
  - Martin De Hooghe, carme flamand (° 1570).
  - Jean d'Espagnet, magistrat et alchimiste français (° 1564).
  - Éléonore d'Este, princesse italienne (° 1561).
  - Jean de Lacoste, professeur de droit français (° 1576).
  - Horace Le Blanc, peintre français (° vers 1575).
  - Nicolas Le Mercier, architecte français (° 1541).
  - Agnès de Mansfeld-Eisleben, comtesse de Mansfeld (° 1551).
  - Pieter Cornelisz van Rijck, peintre néerlandais (° 1567).
  - Charles Veron, augustin wallon (° 1576).